# Kari (satélite)
Kari, também conhecido como Saturno XLV, é um satélite natural de Saturno. Sua descoberta foi anunciada por Scott S. Sheppard, David C. Jewitt, Jan Kleyna, e Brian G. Marsden em 26 de junho de 2006, a partir de observações feitas entre janeiro e abril de 2006. Sua designação provisória foi S/2006 S 2.
Kari tem cerca de 7 km de diâmetro, e orbita Saturno a uma distância média de 22 305 100 km em 1243,71 dias, com uma inclinação de 148,4° com a eclíptica (151,5° com o equador de Saturno), em uma direção retrógrada com uma excentricidade de 0,3405. O seu período de rotação é determinado em 7 horas e 42 minutos.
Kari foi nomeado em abril de 2007, quando recebeu o nome de Kári, a personificação do vento na mitologia nórdica.